# Linum selaginoides
Linum selaginoides ist eine Pflanzenart aus der Familie der Leingewächse (Linaceae). Die Art wurde 1792 erstbeschrieben und stellt die einzige Art in der Sektion Cliococca der Gattung Lein (Linum) dar.

## Beschreibung
Linum selaginoides ist eine ausdauernde, krautige Pflanze. Die auf dem Boden liegende kurze Sprossachse erreicht eine Länge von 5 bis 15 Zentimetern und ist dicht bedeckt mit kahlen, linealischen bis ahlenförmigen Blättern. Der Blütenstand ist eine endständige Schirmtraube. Die Blüten sind annähernd sitzend, die Kelchblätter sind lanzettlich-oval und gepunktet, die Kronblätter sind deutlich kürzer als die Kelchblätter und reinweiß. Der Griffel ist sehr kurz, die gelbe Kapsel hat einen Durchmesser von 4 bis 5 Millimeter.

## Verbreitung
Die Art findet sich ausschließlich in Brasilien, Argentinien, Chile, Paraguay und Uruguay.